# Wendelin Thannheimer
Wendelin Thannheimer (25 de noviembre de 1999) es un deportista alemán que compite en esquí en la modalidad de combinada nórdica. Ganó una medalla de oro en el Campeonato Mundial de Esquí Nórdico de 2025, en la prueba de trampolín grande + 4 × 5 km.

## Palmarés internacional
| Campeonato Mundial | Campeonato Mundial  | Campeonato Mundial | Campeonato Mundial       |
| Año                | Lugar               | Medalla            | Prueba                   |
| ------------------ | ------------------- | ------------------ | ------------------------ |
| 2025               | Trondheim (Noruega) | Medalla de oro     | TG + 4 × 5 km por equipo |